# كريم ماكنزي
كريم ماكنزي (بالإنجليزية: Kareem McKenzie)‏ هو لاعب كرة قدم أمريكية أمريكي، ولد في 24 مايو 1979 في ترنتون في الولايات المتحدة.

## وصلات خارجية
- كريم ماكنزي على موقع مرجع كرة القدم المحترفة.كوم (الإنجليزية)